# Баррьентос, Пабло
Па́бло Се́сар Баррье́нтос (исп. Pablo César Barrientos; род. 17 января 1985[…], Комодоро-Ривадавия, Чубут) — аргентинский футболист, полузащитник.

## Биография
Пабло Баррьентос начал свою профессиональную карьеру в 2003 году в составе «Сан-Лоренсо», после того как он был переведён в «основу» из молодёжного состава. Пабло быстро завоевал постоянное место в основном составе и своей игрой завоевал вызов в молодёжную сборную Аргентины. К 21 году на счету Баррьентосу было 72 матча и 7 забитых мячей в аргентинском первенстве, а также 15 матчей и 6 голов в составе своей сборной. Летом 2006 года Баррьентос заключил соглашение с российским клубом «Москва».
За два сезона в России Пабло провёл в составе клуба 33 матча, в которых отметился шестью забитыми мячами. Перед началом сезона 2008/09 руководство столичной команды приняло решение отдать Баррьентоса обратно в «Сан-Лоренсо» на условиях годичной аренды. В том сезоне Пабло отметился девятью голами в 21 проведённом матче. После того, как в мае 2009 года Баррьентос вернулся в Москву, стало известно о подписании им контракта с итальянской «Катанией».
Баррьентос официально стал футболистом «Катании» 30 мая 2009 года. Между клубом и игроком было заключено соглашение сроком на 4 года. Однако, по причине тяжёлой травмы дебют Пабло в Италии состоялся лишь спустя год, в мае 2010 года.
Проведя лишь два матча в составе сицилийского клуба, в январе 2011 года Баррьентос заключил полугодичное арендное соглашение с аргентинским «Эстудиантесом».

## Достижения
- Обладатель Суперкубка Аргентины: 2015

## Статистика
| Сезон   | Клуб        | Игры | Голы |
| ------- | ----------- | ---- | ---- |
| 2003/04 | Сан-Лоренсо | 11   | 0    |
| 2004/05 | Сан-Лоренсо | 31   | 5    |
| 2005/06 | Сан-Лоренсо | 30   | 2    |
| 2006    | Москва      | 8    | 2    |
| 2007    | Москва      | 22   | 4    |
| 2008    | Москва      | 4    | 0    |
| 2008    | Сан-Лоренсо | 18   | 8    |
| 2009/10 | Катания     | 17   | 4    |
| 2011    | Эстудиантес | 6    | 2    |
|         | Всего       | 155  | 31   |